# Zurück zum Glück (Film)
Der deutsche Spielfilm Zurück zum Glück aus dem Jahre 2010 mit Susanna Simon in der Hauptrolle bewegt sich zwischen Komödie und Drama. Von SAT 1 produziert, verwendet der Zeitreise-Fernsehfilm Motive aus  Zurück in die Zukunft und Peggy Sue hat geheiratet, zwei Filmen der 1980er-Jahre.

## Handlung
Ines, eine Frau um die Vierzig, ist mit ihrem Leben unzufrieden. Verheiratet ist sie mit dem lieblosen Falko, der sie demütigt und betrügt. Bei ihrer Arbeit als einfache Angestellte in einem Baumarkt verursacht sie durch ihre Ungeschicklichkeit den Tod des erfolgreichen Architekten Hauke, mit dem sie in derselben Schulklasse gewesen ist. Da wird sie durch einen Zeittunnel ins Jahr 1986 zurückgeworfen, wo sie nicht nur ihrem trübseligen Vater begegnet, dem gegenüber sie sich als eine Tante aus Amerika ausgibt, sondern auch sich selbst als Jugendliche.
Weil Ines bereits in diesem Alter mit Falko liiert war, unternimmt sie alles, um den weiteren Verlauf ihres Lebens umzubiegen, damit sie nicht als die „Versagerin“ endet, die sie später geworden war. Einerseits zielt sie darauf ab, ihre jugendliche Verkörperung von Falko zu trennen, der schon damals mit anderen Mädchen rummachte, anderseits unternimmt sie Anläufe, ihren verwitweten Vater mit der netten Nachbarin Frau König zu verkuppeln. Sie verbringt eine glückliche Nacht mit einem verschrobenen Physiker, der ihr aufzeigt, in welcher Konstellation sie wieder in die Zukunft zurückkehren kann. Dem jungen Hauke, der sich eigentlich zum Architekten berufen fühlt, aber pflichtbewusst die väterliche Autowerkstatt zu übernehmen bereit ist, rät sie eindringlich, seinem wahren Berufswunsch zu folgen. Zugleich schärft sie ihm ein, auf keinen Fall an jenem besagten Tag in der Zukunft in den Baumarkt zu gehen. Als sich die passende Konstellation ergibt, lässt sie sich wieder in die Zukunft transferieren. Im Heute angekommen, stellt sie fest, dass sie eine erfolgreiche Geschäftsfrau geworden ist und ihr Vater glücklich mit Frau König zusammenlebt. Sie rast in den Baumarkt, um in letzter Sekunde Haukes Tod zu verhindern, der diesmal von Falko verursacht worden wäre. Die Beziehung mit Hauke vervollständigt ihr Lebensglück.

## Hintergrund
Gedreht wurde der Film in der Zeit vom 4. August 2009 bis zum 3. September 2009 in Berlin, die Erstausstrahlung erfolgte am 4. Mai 2010 auf SAT 1.
Der Film ist nicht zu verwechseln mit dem ähnlich klingenden Film Zum Glück zurück aus dem Jahr 2021.

## Rezeption

### Kritiken
Die Berliner Zeitung bescheinigte dem Streifen eine „zwar unausgegorene Story, aber gut aufgelegtes Personal, witzige Verwicklungen, originelle Sprüche“. Ähnlich urteilte die Programmzeitschrift TV Spielfilm, die „gepflegte Nostalgie und Spaß“ entdeckte. Die manchmal unstimmige Logik mache nichts: „Einfach die 80er-Hits mitsummen und sich an die eigenen Jugendsünden erinnern…!“

### Einschaltquoten
Bei seiner Erstausstrahlung am 4. Mai 2010 sahen 2,49 Millionen Zuschauer den Film, mit einem Marktanteil von 11,8 % in der jungen Bevölkerung.